# Masirana nippara
Masirana nippara är en spindelart som beskrevs av Komatsu 1957. Masirana nippara ingår i släktet Masirana och familjen Leptonetidae. Inga underarter finns listade i Catalogue of Life.